# Cubify
Cubify est une branche de l'entreprise 3D Systems lancée en 2012 qui commercialise des imprimantes 3D destinées au grand public.

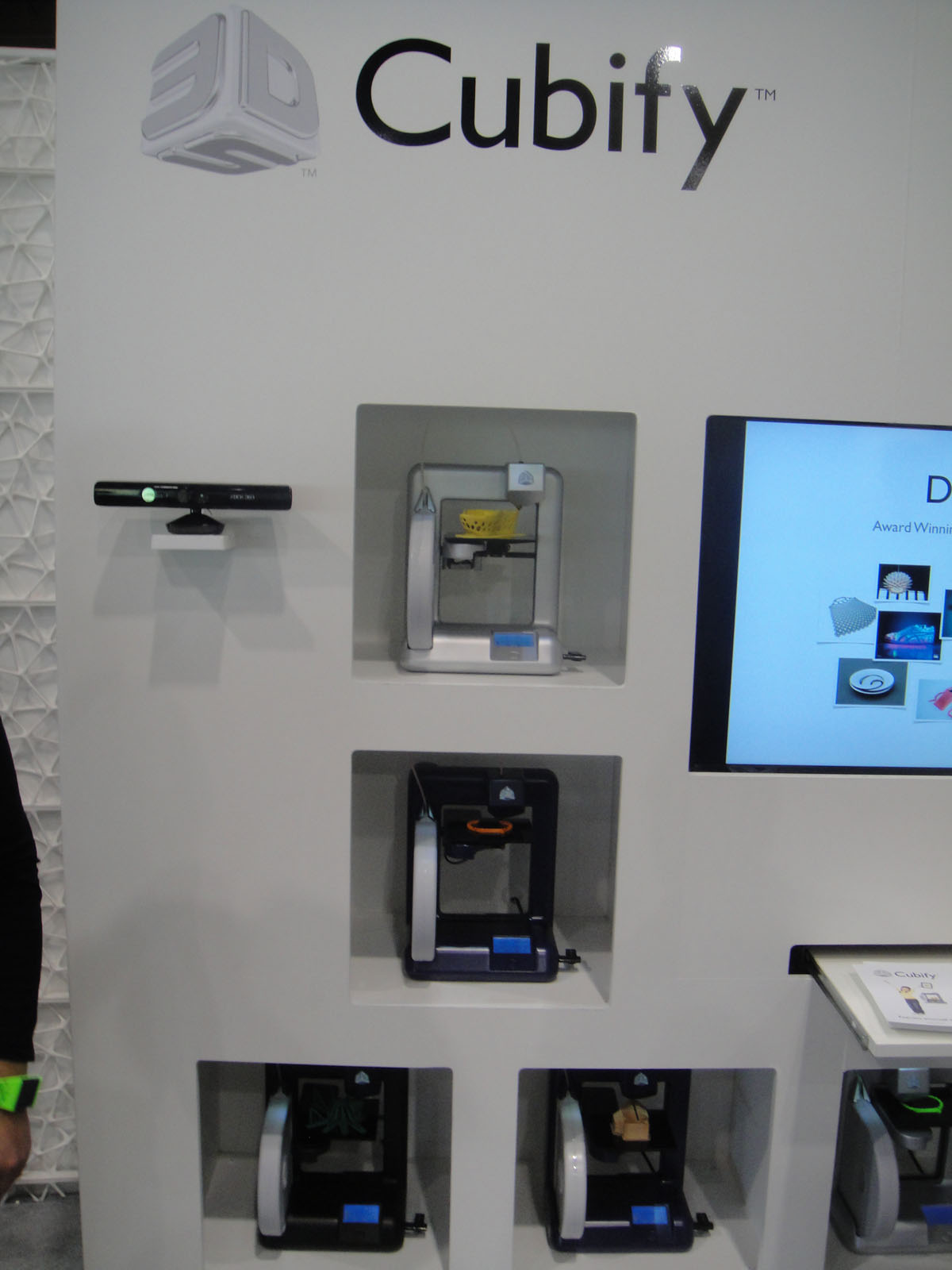
Imprimante 3D Cubify

## Produits
Cubify produit notamment les imprimantes personnelles Cube et CubeX, généralement avec des cartouches de polymères en 10 couleurs,.
Elle produit aussi un logiciel de création 3D, Cubify Design

## Logiciels similaires
Plusieurs logiciels produits par d'autres sociétés permettent de créer les objets 3D imprimables par Cubify.